# Gruetli-Laager
Gruetli-Laager es una ciudad ubicada en el condado de Grundy en el estado estadounidense de Tennessee. En el Censo de 2010 tenía una población de 1.813 habitantes y una densidad poblacional de 55,72 personas por km².

## Geografía
Gruetli-Laager se encuentra ubicada en las coordenadas 35°22′22″N 85°38′16″O / 35.37278, -85.63778. Según la Oficina del Censo de los Estados Unidos, Gruetli-Laager tiene una superficie total de 32.54 km², de la cual 32.54 km² corresponden a tierra firme y (0%) 0 km² es agua.

## Demografía
Según el censo de 2010, había 1.813 personas residiendo en Gruetli-Laager. La densidad de población era de 55,72 hab./km². De los 1.813 habitantes, Gruetli-Laager estaba compuesto por el 0.1% blancos, el 0% eran afroamericanos, el 0% eran amerindios, el 0.22% eran asiáticos, el 0% eran isleños del Pacífico, el 0.22% eran de otras razas y el 0.99% pertenecían a dos o más razas. Del total de la población el 0.66% eran hispanos o latinos de cualquier raza.